# Saut en longueur aux championnats d'Europe d'athlétisme en salle
Pour un article plus général, voir Championnats d'Europe d'athlétisme en salle.
Le saut en longueur fait partie des épreuves inscrites au programme des premiers Championnats d'Europe en salle (Jeux européens en salle de 1966 à 1969). 
Avec trois médailles d'or, l'Allemand Hans Baumgartner et le Grec Miltiádis Tedóglou sont les athlètes masculins les plus titrés.
Les records des championnats d'Europe en salle appartiennent chez les hommes à l'Allemand Sebastian Bayer (8,71 m en 2009), et chez les femmes à l'Allemande Heike Drechsler (7,30 m en 1988).

## Palmarès

### Hommes
| Édition                        | Or                          | Argent                     | Bronze                     |                         |
| Jeux européens en salle        | Jeux européens en salle     | Jeux européens en salle    | Jeux européens en salle    | Jeux européens en salle |
| ------------------------------ | --------------------------- | -------------------------- | -------------------------- | ----------------------- |
| 1966                           | Igor Ter-Ovanesyan (URS)    | Armin Baumert (FRG)        | Jochen Eigenherr (FRG)     |                         |
| 1967                           | Lynn Davies (GBR)           | Leonid Barkovskyy (URS)    | Andrzej Stalmach (POL)     |                         |
| 1968                           | Igor Ter-Ovanesyan (URS)    | Tonu Lepik (URS)           | Bernhard Stierle (FRG)     |                         |
| 1969                           | Klaus Beer (GDR)            | Lynn Davies (GBR)          | Rafael Blanquer (ESP)      |                         |
| Championnats d'Europe en salle |                             |                            |                            |                         |
| 1970                           | Tonu Lepik (URS)            | Klaus Beer (GDR)           | Rafael Blanquer (ESP)      |                         |
| 1971                           | Hans Baumgartner (FRG)      | Igor Ter-Ovanesyan (URS)   | Vasile Sarucan (ROU)       |                         |
| 1972                           | Max Klauss (GDR)            | Hans Baumgartner (FRG)     | Jaroslav Brož (TCH)        |                         |
| 1973                           | Hans Baumgartner (FRG)      | Max Klauss (GDR)           | Grzegorz Cybulski (POL)    |                         |
| 1974                           | Jean-François Bonhème (FRA) | Hans Baumgartner (FRG)     | Max Klauss (GDR)           |                         |
| 1975                           | Jacques Rousseau (FRA)      | Hans-Jürgen Berger (FRG)   | Zbigniew Beta (POL)        |                         |
| 1976                           | Jacques Rousseau (FRA)      | Valeriy Podluzhniy (URS)   | Joachim Busse (FRG)        |                         |
| 1977                           | Hans Baumgartner (FRG)      | Lutz Franke (GDR)          | Laszlo Szalma (HUN)        |                         |
| 1978                           | Laszlo Szalma (HUN)         | Ronald Desruelles (BEL)    | Vladimir Tsepelyov (URS)   |                         |
| 1979                           | Vladimir Tsepelyov (URS)    | Valeriy Podluzhniy (URS)   | Lutz Franke (GDR)          |                         |
| 1980                           | Winfried Klepsch (FRG)      | Nenad Stekić (YUG)         | Stanisław Jaskułka (POL)   |                         |
| 1981                           | Rolf Bernhard (SUI)         | Carlo Thränhardt (FRG)     | Dietmar Mögenburg (FRG)    |                         |
| 1982                           | Henry Lauterbach (GDR)      | Rolf Bernhard (SUI)        | Giovanni Evangelisti (ITA) |                         |
| 1983                           | Laszlo Szalma (HUN)         | Gyula Pálóczi (HUN)        | Jens Knipphals (FRG)       |                         |
| 1984                           | Jan Leitner (TCH)           | Mathias Koch (GDR)         | Robert Emmiyan (URS)       |                         |
| 1985                           | Gyula Pálóczi (HUN)         | László Szalma (HUN)        | Sergey Layevskiy (URS)     |                         |
| 1986                           | Robert Emmiyan (URS)        | László Szalma (HUN)        | Jan Leitner (TCH)          |                         |
| 1987                           | Robert Emmiyan (URS)        | Giovanni Evangelisti (HUN) | Christian Thomas (TCH)     |                         |
| 1988                           | Frans Maas (NED)            | László Szalma (HUN)        | Giovanni Evangelisti (ITA) |                         |
| 1989                           | Emiel Mellaard (NED)        | Antonio Corgos (ESP)       | Frans Maas (NED)           |                         |
| 1990                           | Dietmar Haaf (FRG)          | Emiel Mellaard (NED)       | Robert Emmiyan (URS)       |                         |
| 1992                           | Dmitriy Bagryanov (EUN)     | Konstantin Krause (GER)    | Jarmo Kärnä (FIN)          |                         |
| 1994                           | Dietmar Haaf (GER)          | Kostas Koukodimos (GRE)    | Bogdan Tarus (ROU)         |                         |
| 1996                           | Mattias Sunneborn (SWE)     | Bogdan Tarus (ROU)         | Spyridon Vasdekis (GRE)    |                         |
| 1998                           | Olexiy Lukashevych (UKR)    | Carlos Calado (POR)        | Emmanuel Bangué (FRA)      |                         |
| 2000                           | Petar Dachev (BUL)          | Bogdan Tarus (ROU)         | Vitaliy Shkurlatov (RUS)   |                         |
| 2002                           | Raúl Fernández (ESP)        | Yago Lamela (ESP)          | Petar Dachev (BUL)         |                         |
| 2005                           | Joan Lino Martínez (ESP)    | Bogdan Tarus (ROU)         | Volodymyr Zyuskov (UKR)    |                         |
| 2007                           | Andrew Howe (ITA)           | Loúis Tsátoumas (GRE)      | Salim Sdiri (FRA)          |                         |
| 2009                           | Sebastian Bayer (GER)       | Nils Winter (GER)          | Marcin Starzak (POL)       |                         |
| 2011                           | Sebastian Bayer (GER)       | Kafétien Gomis (FRA)       | Morten Jensen (DEN)        |                         |
| 2013                           | Aleksandr Menkov (RUS)      | Michel Torneus (SWE)       | Christian Reif (GER)       |                         |
| 2015                           | Michel Torneus (SWE)        | Radek Juška (CZE)          | Andreas Otterling (SWE)    |                         |
| 2017                           | Izmir Smajlaj (ALB)         | Michel Torneus (SWE)       | Serhiy Nykyforov (UKR)     |                         |
| 2019                           | Miltiádis Tedóglou (GRE)    | Thobias Montler (SWE)      | Strahinja Jovančević (SRB) |                         |
| 2021                           | Miltiádis Tedóglou (GRE)    | Thobias Montler (SWE)      | Kristian Pulli (FIN)       |                         |
| 2023                           | Miltiádis Tedóglou (GRE)    | Thobias Montler (SWE)      | Gabriel Bitan (ROU)        |                         |
| 2025                           | Bojidar Sarăboyoukov (BUL)  | Mattia Furlani (ITA)       | Lester Lescay (ESP)        |                         |

### Femmes
| Édition                        | Or                          | Argent                            | Bronze                                 |                         |
| Jeux européens en salle        | Jeux européens en salle     | Jeux européens en salle           | Jeux européens en salle                | Jeux européens en salle |
| ------------------------------ | --------------------------- | --------------------------------- | -------------------------------------- | ----------------------- |
| 1966                           | Tatyana Shchelkanova (URS)  | Mary Rand (GBR)                   | Heide Rosendahl (FRG)                  |                         |
| 1967                           | Berit Berthelsen (NOR)      | Heide Rosendahl (FRG)             | Viorica Viscopoleanu (ROU)             |                         |
| 1968                           | Berit Berthelsen (NOR)      | Bärbel Löhnert (GDR)              | Viorica Viscopoleanu (ROU)             |                         |
| 1969                           | Irena Szewińska (POL)       | Sue Scott (GBR)                   | Meta Antenen (SUI)                     |                         |
| Championnats d'Europe en salle |                             |                                   |                                        |                         |
| 1970                           | Viorica Viscopoleanu (ROU)  | Heide Rosendahl (FRG)             | Mirosława Sarna (POL)                  |                         |
| 1971                           | Heide Rosendahl (FRG)       | Irena Szewińska (POL)             | Viorica Viscopoleanu (ROU)             |                         |
| 1972                           | Brigitte Roesen (FRG)       | Meta Antenen (SUI)                | Jarmila Nygrýnová (TCH)                |                         |
| 1973                           | Diana Yorgova (BUL)         | Jarmila Nygrýnová (TCH)           | Mirosława Sarna (POL)                  |                         |
| 1974                           | Meta Antenen (SUI)          | Angela Schmalfeld (GDR)           | Valeria Stefanescu (ROU)               |                         |
| 1975                           | Dorina Catineanu (ROU)      | Lidiya Alfeyeva (URS)             | Meta Antenen (SUI)                     |                         |
| 1976                           | Lidiya Alfeyeva (URS)       | Jarmila Nygrýnová (TCH)           | Galina Gopchenko (URS)                 |                         |
| 1977                           | Jarmila Nygrýnová (TCH)     | Ildikó Erdélyi (HUN)              | Heidemarie Wycisk (GDR)                |                         |
| 1978                           | Jarmila Nygrýnová (TCH)     | Ildikó Erdélyi (HUN)              | Sue Reeve (GBR)                        |                         |
| 1979                           | Siegrun Siegl (GDR)         | Jarmila Nygrýnová (TCH)           | Lena Johansson (SWE)                   |                         |
| 1980                           | Anna Włodarczyk (POL)       | Anke Weigt (FRG)                  | Sabine Everts (FRG)                    |                         |
| 1981                           | Karin Hänel (FRG)           | Sigrid Heimann (GDR)              | Jasmin Fischer (FRG)                   |                         |
| 1982                           | Sabine Everts (FRG)         | Karin Hänel (FRG)                 | Valy Ionescu (ROU)                     |                         |
| 1983                           | Eva Murková (TCH)           | Helga Radtke (GDR)                | Heike Daute (GDR)                      |                         |
| 1984                           | Susan Hearnshaw (GBR)       | Eva Murková (TCH)                 | Stefania Lazzaroni (ITA)               |                         |
| 1985                           | Galina Chistyakova (URS)    | Eva Murková (TCH)                 | Heike Drechsler (GDR)                  |                         |
| 1986                           | Heike Drechsler (GDR)       | Helga Radtke (GDR)                | Yelena Kokonova (URS)                  |                         |
| 1987                           | Heike Drechsler (GDR)       | Galina Chistyakova (URS)          | Yelena Belevskaya (URS)                |                         |
| 1988                           | Heike Drechsler (GDR)       | Galina Chistyakova (URS)          | Jolanta Bartczak (POL)                 |                         |
| 1989                           | Galina Chistyakova (URS)    | Yolanda Chen (URS)                | Ringa Ropo-Junnila (FIN)               |                         |
| 1990                           | Galina Chistyakova (URS)    | Yelena Khlopotnova (URS)          | Helga Radtke (GDR)                     |                         |
| 1992                           | Larysa Berezhna             | Marieta Ilcu (ROU)                | Ljudmila Ninova (AUT)                  |                         |
| 1994                           | Heike Drechsler (GER)       | Ljudmila Ninova (AUT)             | Inessa Kravets (UKR)                   |                         |
| 1996                           | Renata Nielsen (DEN)        | Yelena Sinchukova (RUS)           | Claudia Gerhardt (GER)                 |                         |
| 1998                           | Fiona May (ITA)             | Tatyana Ter-Mesrobyan (RUS)       | Linda Ferga (FRA)                      |                         |
| 2000                           | Erica Johansson (SWE)       | Heike Drechsler (GER)             | Iva Prandzheva (BUL)                   |                         |
| 2002                           | Niki Xanthou (GRE)          | Olga Rublyova (RUS)               | Lyudmila Galkina (RUS)                 |                         |
| 2005                           | Naide Gomes (POR)           | Stiliani Pilatou (GRE)            | Adina Anton (ROU) Bianca Kappler (GER) |                         |
| 2007                           | Naide Gomes (POR)           | Concepción Montaner (ESP)         | Denisa Šcerbová (CZE)                  |                         |
| 2009                           | Ksenija Balta (EST)         | Yelena Sokolova (RUS)             | Olga Kucherenko (RUS)                  |                         |
| 2011                           | Darya Klishina (RUS)        | Naide Gomes (POR)                 | Yuliya Pidluzhnaya (RUS)               |                         |
| 2013                           | Darya Klishina (RUS)        | Éloyse Lesueur (FRA)              | Erica Jarder (SWE)                     |                         |
| 2015                           | Ivana Španović (SRB)        | Sosthene Moguenara (GER)          | Florentina Marincu (ROU)               |                         |
| 2017                           | Ivana Španović (SRB)        | Lorraine Ugen (GBR)               | Claudia Salman-Rath (GER)              |                         |
| 2019                           | Ivana Španović (SRB)        | Nastassia Mironchyk-Ivanova (BLR) | Maryna Bekh-Romanchuk (UKR)            |                         |
| 2021                           | Maryna Bekh-Romanchuk (UKR) | Malaika Mihambo (GER)             | Khaddi Sagnia (SWE)                    |                         |
| 2023                           | Jazmin Sawyers (GBR)        | Larissa Iapichino (ITA)           | Ivana Vuleta (SRB)                     |                         |
| 2025                           | Larissa Iapichino (ITA)     | Annik Kälin (SUI)                 | Malaika Mihambo (GER)                  |                         |